# Distretto di Dongdaemun
Dongdaemun (Hangŭl: 동대문구; Hanja: 東大門區) è un distretto di Seul. Ha una superficie di 14,22 km² e una popolazione di 346.770 abitanti al 2010.